# جون ك. ويب
جون ك. ويب (بالإنجليزية: John C. Webb)‏ هو سياسي أمريكي، ولد في 13 يوليو 1915 في واشنطن العاصمة في الولايات المتحدة، وتوفي في 24 مارس 2000 في الإسكندرية في الولايات المتحدة. حزبياً، نشط في الحزب الديمقراطي.